# Île des Landes
L’île des Landes est une île côtière française située dans la Manche, au large de Cancale en Ille-et-Vilaine (Bretagne), au nord-est de la pointe du Grouin, à laquelle elle est géologiquement liée.
C'est une réserve ornithologique qui compterait plus de 1 000 couples de goélands.

## Géographie
L'île a une longueur d'un peu plus de 1 100 mètres pour une largeur maximale d'à peine 100 mètres. Elle a une orientation nord-nord-est / sud-sud-ouest et présente un relief escarpé. Sa moitié sud longe l'extrémité est de la pointe du Grouin dont elle n'est séparée que par un étroit chenal. L'île est inhabitée et ne présente aucune construction.
Outre l'abri d'importantes colonies d'oiseaux marins, la particularité de cette île réside dans son apparence polystratée. Des couches d'algues, de lichens noirs, de lichens jaunes et de plantes halophytes se superposent horizontalement. L'île irradiée par le soleil diffuse des couleurs assez remarquables, contrastant avec un horizon (baie du Mont-Saint-Michel) aux tons nettement différents.

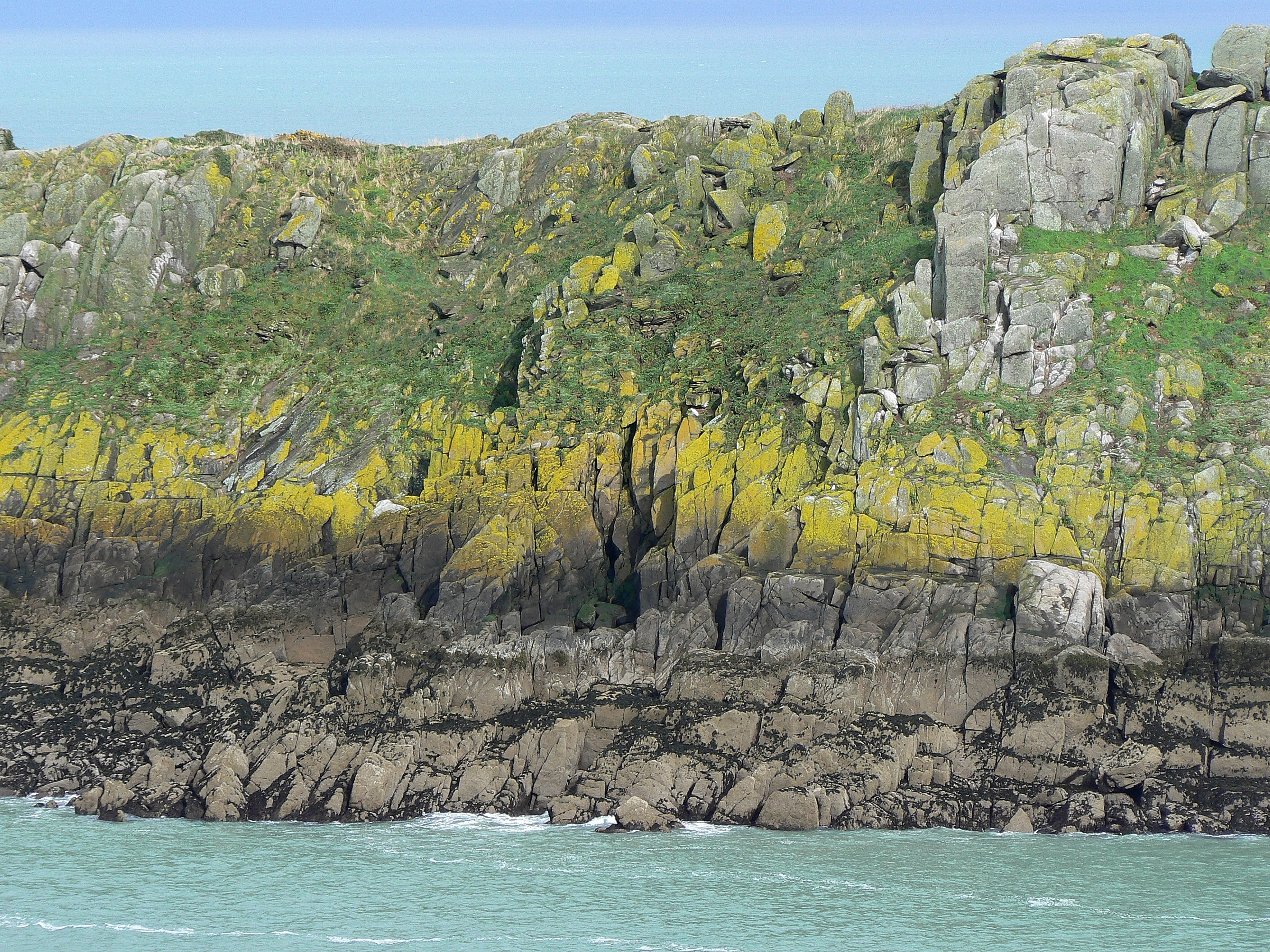
Strates colorées de l'île des Landes

## Réserve ornithologique
La réserve est gérée par l'association Bretagne Vivante-SEPNB depuis 1961 grâce à une convention de gestion signée avec son propriétaire privé, pour protéger les nombreuses espèces d’oiseaux marins qui y nichent.
Les espèces d'oiseaux principales recensées sur le site sont les suivantes : grand cormoran, cormoran huppé, goélands marin, brun et argenté, tadorne de Belon, huîtrier pie. Occasionnellement, on peut retrouver plusieurs autres espèces d'oiseaux marins de passage ou des mammifères marins, tels que certains dauphins.
On assiste depuis quelque temps à une forte baisse de la population de goélands et de cormorans huppés. Le grand cormoran ne niche plus sur l'île des Landes depuis 2006. Les causes de ces déclins sont probablement multifactorielles : surpêche dans la baie, piégeage d'oiseaux nageurs dans des casiers ou des filets, fermeture de décharges ouvertes (niche écologique pour les goélands), changement climatique, introduction et développement des populations de prédateurs sur l'île.
La dynamique amorcée au début du troisième millénaire semble annoncer le début d'une diminution draconienne des couples d'oiseaux mais peut-être que la baisse du nombre d'oiseaux laissera vacante une niche spatiale qui pourrait être exploitée par d'autres espèces comme les sternes.

Vue panoramique de l'île des Landes depuis la pointe du Grouin.